# Imola
Imola és una ciutat d'Itàlia a la Ciutat metropolitana de Bolonya, regió d'Emília-Romanya amb 67.301 habitants l'any 2008.

## Història
Forum Cornelii va ser el nom llatí d'Imola. Era una ciutat de la Gàl·lia Cispadana a la via Emília, a uns 40 km de Bononia i 15 de Faventia, a l'oest del riu Valtrenus (avui el Santerno), segons diuen Estrabó, Plini el Vell i Claudi Ptolemeu. El seu nom se suposa derivat de Corneli Sul·la que es diu que la va fundar, però algunes proves impliquen una fundació anterior, potser cap a l'any 180 aC. A la guerra civil que va seguir la mort de Juli Cèsar, Octavi la va ocupar i hi va establir els seus quarters d'hivern. Hi va residir Marc Valeri Marcial i allà va escriure el tercer llibre dels seus Epigrames.
Va existir durant tot l'Imperi i tenia el rang de municipi. Es torna a mencionar durant les guerres gòtiques, i al segle v va passar als ostrogots, i alternativament la posseïen ells o l'Imperi Romà d'Orient. Més endavant va caure en mans dels longobards, que segurament van destruir la ciutat.
Al segle vii, segons Pau el Diaca, la ciutat tenia un castell (castrum) que es deia Imolas, del qual la ciutat va acabar prenent el nom. L'any 756 els longobards, derrotats per Pipí el Breu, van haver de cedir Imola i altres llocs al Papa que la va posseir directament fins al 920. En aquesta època va passar a diversos feudataris. Els primers que la van tenir pertanyien a la família dels poderosos comtes Guidi que van governar fins prop de l'any 1000, per després disputar-se el poder les diverses cases aristocràtiques fins al 1059 quan es va establir el poder de la Comuna i durant aquest temps les destruccions van afermar a poc a poc el poder del bisbe.
El 25 de juny de 1159 Frederic I Barba-roja va reconèixer la independència del feu respecte a les possessions de l'emperador, cosa que va confirmar un breu apostòlic del Papa del 22 de gener del 1178. El Comú va dirigir la ciutat sota la direcció de les famílies aristocràtiques. La ciutat era gibel·lina i estava enfrontada a les comunes de Faenza i Bolonya que eren güelfes. El 1175 el bisbe es va establir a la ciutat després de la destrucció del castell de San Cassiano i es va iniciar la construcció d'una catedral. L'any 1222 la ciutat va acollir als habitants de llocs destruïts i va començar a expandir-se.
A finals del segle xiii, ocupada per Bolonya uns anys, va convertir-se en güelfa, i aviat van assolir permanentment la senyoria els Alidosi, que van regir la vila com a vicaris pontificis fins que el 1424 va caure en mans de Felip Maria Visconti, duc de Milà. Per un temps va estar dominada pels Manfredi de Faenza amb Astorgi II Manfredi i Tadeu Manfredi, però va tornar a Milà el 1473 que als pocs mesos la va cedir al Papa Sixt IV que la volia cedir al seu nebot Girolamo Riario com a dot pel seu matrimoni amb Caterina Sforza. Als Riario es deuen alguns dels més notables edificis de la ciutat: el palazzo Sersanti, el palazzo Calderini, el palazzo Machirelli, el palazzo Della Volpe, i l'església i el convent del "Piratello".
L'any 1499 Cèsar Borja, conegut pel Valentino o el duc Valentino, la va conquerir amb un exèrcit de 14.000 homes que va batre la resistència de la Rocca o castell. Valentino va cridar a Leonardo da Vinci per millorar les fortificacions i va fer d'Imola el seu quarter general. També va fer estada a la ciutat en aquesta època Maquiavel, en missió diplomàtica. El domini dels Borja va durar fins al 1507 (Cèsar va cedir la senyoria al seu fill el 1503) i llavors diversos membres de les famílies locals van assolir el poder fins que el 1535 es va reconèixer el domini directe del Papa i es va incloure a la legació de Ravenna. La ciutat va retenir un consell local oligàrquic conegut per Senato, amb 60 persones membres de les famílies nobles.
Del 1630 al 1632 Imola va patir una epidèmia de pesta. Les taxes imposades pel govern pontifici eren molt altes i hi havia molta pobresa, i molta gent havia de viure de la caritat, mentre els nobles es construïen palaus.
El 1785 va arribar a la ciutat el bisbe-cardenal Gregorio Barnaba Chiaramonti, i sota el seu govern es va produir la invasió francesa. La ciutat va ser ocupada per primer cop el 22 de juny de 1796, però va retornar al Papa poc després, però al febrer de 1797 els francesos la van ocupar per segon cop, i la van incloure en el departament del Reno dins a la República Cispadana. El juny de 1797 es va crear el departament del Santerno amb Imola de capital. Però això va durar poc, perquè el desembre del 1797 va ser agregada a Faenza i el 2 d'octubre de 1798 va tornar a dependre de Bolonya. El govern de la ciutat va seguir de fet en mans del cardenal Chiaramonti, que va sortir d'Imola el 10 d'octubre del 1799 per anar a un Conclave a Venècia on va resultar elegit Papa el 14 de març de 1799 amb el nom de Pius VII. El 1799 els austríacs van ocupar Imola i s'hi van mantenir fins al 1800.
El 1800 va ser ocupada pels francesos, i després de ser nominalment incorporada a la República Cispadana es va incloure a la nova República Cisalpina, després República Italiana i finalment regne d'Itàlia. Des del 1802 Imola era una sotsprefectura del departament del Reno.
L'any 1814 van tornar els austríacs i el 1815 el Congrés de Viena va reconèixer la sobirania de la ciutat al Papa. Als disturbis de 1821 molts imolesos van patir presó o exili; als motins de Mòdena del febrer de 1831 que va establir un govern provisional a Bolonya conegut per govern de les Províncies Unides, Imola es va sollevar però la revolta va ser aplanada al cap d'un mes. La mediació dels cardenals Mastai Ferretti, Amat i Falconieri, no va poder impedir les dures represàlies de la policia política (era pontífex Gregori XVI). Els anys 1843-1845 van resultar turbulents: a la conspiració del 1843 van seguir dures condemnes; el 1844 va expandir-se un moviment liberal progressista que va tenir adeptes entre l'aristocràcia i la burgesia el 1845. El 1855 la ciutat va patir una epidèmia de colera i el cardenal arquebisbe d'Imola, Gaetano Baluffi, va contribuir a establir la Cassa di Risparmio, sota iniciativa ciutadana. El 1859 molta gent de la ciutat va anar a lluita amb Giuseppe Garibaldi. El 1860, un plebiscit va incorporar al regne de Sardenya els ducats de l'Emília i les legacions pontifícies de Bolonya, Ravenna, Forli i Ferrara.
El VII Congrés Nacional del PSI (Partit socialista italià) es va fer al Teatro comunale d'Imola del 6 al 9 de setembre del 1902 i més tard, del 19 al 20 de setembre de 1910, es va fer el III Congrés de la Lega Democratica Nazionale, que tenia com a cap a l'ex-sacerdot Romolo Murri. El 19 de gener de 1910 moria a la ciutat Andrea Costa (1851-1910) un dels fundadors del socialisme italià.
Uns 500 ciutadans van morir durant la Primera Guerra Mundial, que quan va finalitzar va patir, com altres ciutats, la febre espanyola, la darrera gran epidèmia que la va afectar. El 1920, abans del Congrés socialista de Livorno de 1921, la facció comunista del PSI va celebrar el 28 i 29 de novembre de 1920 al Teatro comunale d'Imola una convenció que va acabar amb una moció que s'havia de presentar al congrés i que va ser l'embrió del futur PCI (Partit comunista d'Itàlia).
Giulio Miceti va ser el darrer sindaco (alcalde) abans de la dictadura feixista. El 13 de maig de 1944 la van bombardejar per primer cop els aliats. El 14 d'abril de 1945 hi van entrar els aliats.

## Equipaments
A Imola s'hi troba el Circuit d'Enzo i Dino Ferrari, se celebra el Gran premi de San Marino de Fórmula 1 i GP2. També és conegut com a «Circuit d'Imola».

## Sants i papes d'Imola o relacionats amb la ciutat
- Cassià d'Imola (primer màrtir cristià), patró de la ciutat, segle IV
- Hipòlit d'Imola
- Corneli d'Imola
- Maureli (Bisbe d'Imola)
- Donat
- Proietto (Bisbe d'Imola)
- Pere Crisòleg
- Terenci d'Imola
- Papa Joan X (papa del 914 al 928)
- Honori II (Lamberto da Fiagnano, Papa 1124-1130)
- Fabio Chigi, nascut a Siena però que va ser bisbe d'Imola, i Papa del 1655 al 1667 amb el nom d'Alexandre VII.
- Juli II, nascut a Savona (Giuliano della Rovere), va ser Papa del 1502 al 1513
- Pius VI (Giovanni Angelo Braschi), nebot de Giovanni Carlo Bandi (cardenal bisbe d'Imola) va consagrar la catedral de Sant Casià.
- Pius VII (Gregorio Barnaba Chiaramonti) va ser bisbe d'Imola del 1785 al 1799 i elegit Papa el 14 de març de 1800.
- Pius IX (Giovanni Maria Mastai Ferretti) nascut a Senigallia va ser bisbe d'Imola del 1832 al 1845 i visità Imola el 1857.

## Altres personatges famosos
- Benvenuto da Imola (Rambaldi), lector de Dante a la universitat de Bolonya al segle xiv
- Taddeo della Volpe, capità al servei del Papa i Venècia
- Giovanni Sassitelli, anomenat il Cagnaccio, capitost
- Ottaviano Vestri, jurista, segle xvi
- Marcello Vestri, fill de l'anterior i també jurista segle xvii
- Innocenzo da Imola
- Andrea i Giuseppe Bagnari
- Cosimo Morelli, arquitecte de la sagristia de Sant Pere de Roma
- Innocenzo di Pietro Francucci da Imola (Francucci), pintor
- Giuliano Poletti, ministre

## Feudataris i senyors d'Imola
- Alidosius 920-930
- Cornelius 930-949
- Troilius Nordilius 949-955
- Segimond 955-960
- Nordilius 960-975
- Bulgarello 975-980
- Acarisius 980-983
- Lelius Acarisius 983-985
- Albert de Cunio 985-986
- Robert Alidosi 986-1001
- Conrat Sassatelli 1010-1029
- Ugolino Alidosi 1029-1032
- Ricard Alidosi 1032-1046
- Ranier Alidosi 1046-1054
- Gerard Nascimbene 1054-1059
- Comuna 1059-1278 (nominalment fins al 1290)
- Litto I Alidosi (de facto senyor 1278-1288)
- al Papa 1288-1290
- Alidosio Alidosi 1290-1293
- Mainardo Alidosi (germà associat 1290-1293)
- ocupació de Bolonya 1293-1296
- Uguccione della Faggiuola 1296-1299 (senyor de Lucca del 1314 al 1316)
- al Papa 1299-1302
- Alidosio Alidosi 1302-1311 (segona vegada)
- al Papa 1311-1334
- Litto II Alidosi (capità del poble 1334, senyor i vicari del Papa 1346) 1334-1350
- Roberto Alidosi 1350-1362
- Azzo Alidosi 1362-1363
- Rinaldo Bulgarello 1363-1365
- Azzo Alidosi (segona vegada) 1365-1372
- Bertrando Alidosi 1372-1391
- Ludovico Alidosi 1391-1424
- Lippo Alidosi (associat 1391-1396)
- Felip Maria Visconti de Milà 1424-1426
- al Papa 1426-1439
- Guiu Antoni Manfredi 1439-1441
- Astorre Manfredi de Faenza 1441-1448
- Tadeu Manfredi (també a Faenza) 1448-1473 (enderrocat breument el 1467)
- a Milà 1473-1474
- al Papa 1474 (que la va cedir a Girolamo Riario)
- Girolamo Riario (senyor de Forli 1480-1488) 1474-1488
- Octavià Riario (també a Forli) 1488-1499
- Cèsar Borja 1499-1503
- família Borja 1503-1507
- famílies locals 1507-1535
- al Papa 1535-1797
- a la República Cispadana 1797-1799
- a Àustria 1799-1800
- a la República Cisalpina i després Regne Napoleònic d'Itàlia 1800-1814
- a Àustria 1814-1815
- als Estats Pontificis 1815-1860
- a Itàlia 1860.